# Don Rogelio J
Don Rogelio J   (València, 1982) és un músic, tatuador, il·lustrador i dibuixant de còmics. Llicenciat en Belles arts per la Universitat Politècnica de València (2000-2006). Col·labora en diverses publicacions com Kobra, Altar Mutante, EEE, Volutas, El tebeo de Espíritu de Rock'n'roll, Karate Press...). Va fundar el fanzín de còmic i il·lustració Tumba Swing.
Les seues influències són "...Goya, Schiele, Otto Dix, Jack Kirby, Chris Bachalo, Pontiac, Robert Crumb, Bill Sienkiewicz, Jan, Carlos Ezquerra, Daniel Clowes, Thomas Ott, Francis Bacon... ho tritures tot sense cap mena de filtre artístic, i el que surti, això és”.
Ha publicat tres llibres de retrats de músics, així com diversos recopilatoris de cartelleria de concerts i còmics curts. Ha fet múltiples exposicions, individuals i col·lectives, d'art original (il·lustració, serigrafia, linogravat, xilografia...)
A l'abril de 2017 publica la seua primera novel·la gràfica en format llibre, Desde abajo, historieta primer autoeditada per Ediciones Calamidad i després publicada per l'editorial mallorquina Autsaider Còmics.
Com a músic ha col·laborat en les següents bandes Constante Zero, Heroína, Desguace, Los Tracahombres, Tumba Swing o Aullido Atómico. Aquestes dues últimes bandes encara estan en actiu.